# Hedwig Kohn
Hedwig Kohn   (Breslau, 5 d'abril de 1887 - Durham, 26 de març de 1964) fou una física alemanya. Va realitzar un treball minuciós en espectrometria i pirometria, avui considerats estàndard d'il·luminació. Va ser una de les primeres tres dones que van obtenir la habilitació d'ensenyar física a Alemanya abans 1940. Amb altres dues físiques, Lise Meitner i Hertha Sponer, va ser forçada a deixar Alemanya sota la dictadura Nazi.

## Joventut
Nascuda a Breslau, aleshores a la Província de Silèsia a Alemanya (avui Polònia) Kohn era la filla de Georg Kohn (1850–1932), un mercader majorista de teles, i Helene Hancke (1859–1926), membre d'una família benestant de Breslau. Quan va voler immatricular-se a la universitat a Breslau el 1906, l'inscripició li va ser refusada, i només podia assistir al curs com a «convidada». Va obtenir el seu doctorat en física sota la supervisió d'Otto Lummer el 1913, amb la tesi Über das Wesen der Emission der in Flammen leuchtenden Metalldämpf («Sobre la naturalesa de l'emissió del vapor metal·lics que brillen en flames»). El 1914 va ser nomenada ajudant de Lummer. Va continuar a treballar a l'Institut de Física de la universitat durant la Primera Guerra Mundial, on havia de reemplaçar els cinc assistents mobilitzats. Va obtenir l'habilitació el 1930.

## Escapada d'Alemanya
Kohn va ser expulsada de la seva càtedra a la universitat el 1933, a causa de les lleis Nazis que prohibien que els jueus treballessin com a funcionaris i la se habilitació va ser anul·lada el 7 de setembre del mateix any. Kohn va emigrar a Suïssa. Va sobreviure mitjançant contractes per a recerca aplicada, entre d'altres una missió de tres mesos al Lichtklimatisches Observatorium (observatori del de la llum). Va voler tornar a Alemanya, sempre oscil·lant entre esperança i por. Finalment, el 1938 en obtenir un encàrrec als Estats Units gràcies a l'ajuda de Rudolf Ladenburg, Lise Meitner, Hertha Sponer, l'Associació americana de Dones Universitàries (AAUW), i molts altres. Va obtenir un visat i va poder abandonar Alemanya el juliol del 1940 per anar cap a Suècia.

## Vida a Amèrica
El viatge cap a la Universitat de Carolina del Nord a Greensboro, va portar Kohn a viatjar de Berlín cap a, Estocolm, Leningrad, Moscou, Vladivostok, Yokohama, San Francisco i finalment Chicago. Va ensenyar a la universitat de dones de la Universitat de Carolina del Nord per un any i un mig. El 1942, va començar a Wellesley College a l'estat de Massachusetts. Es va jubilar el 1952. Aleshores, Hertha Sponer, llavors professora de física a la Universitat Duke a Durham a la Carolina del Nord, li va oferir la una posició com a cercadora associada. Kohn va instal·lar un laboratori a la Universitat, va guiar dos estudiants de postgrau cap als seus doctorats i va reclutar dos cercadors post-doctorat. Va treballar allà fins a molt poc abans de morir el 1964.

## Contribucions a la ciència
Kohn,quan treballava al laboratori de Lummer, va estudiar com determinar quantitativament la intensitat de la llum, a partir de fonts de banda ampla, com un «cos negre», i també mitjançant línies d'emissió discretes d'àtoms i molècules. Va desenvolupar mètodes i va enginyar maneres d'extreure informació de mesures d'intensitat i de les formes de les línies d'emissió. Va escriure 270 pàgines revistes de física davanters dels anys 30 i 40 a Alemanya. Va rebre una patent, i va escriure nombrosos articles en revistes científiques, alguns dels quals encara era citat cap al 1980. Dos dels seus deixebles van esdevenir catedràtics a Alemanya.

## Obres destacades
- Mueller-Pouillets Lehrbuch der Physik. (II. Auflage), unter Mitwirkung zahlreicher Gelehrter herausgegeben von Un. Eucken, O. Lummer (+), E. Waetzmann. En fuenf Baenden: jo. Mechanik und Akustik; II. Lehre von der strahlenden Energie (Optik); III. Waermelehre; IV. Elektizitaet und Magnetismus; V. Physik der Erde und des Kosmos (einschl. Relativitaetstheorie). Braunschweig: 1925–1929. II de banda, Zweite Hälfte, Erster Teil (II de Volum, 2. Mig, 1. Part), editor de volum Karl W. Meissner: 1929.
- Kohn, Hedwig. Dins II de Banda, Capítol 22, Photometrie. 1104–1320; Capítol 25, Temperaturbestimmung auf Grund von Strahlungsmessungen. 1428–1469; Capítol 26, Ziele und Grenzen der Lichttechnik. 1470–1482.
- Kohn, Hedwig, Umkehrmessungen un Spektrallinien zur Bestimmung der Gesamtabsorption und der Besetzungszahlen angeregte Atomzustände, Phys. Zeitschrift 1932: 33, 957-963.